# Mercedes Pueyo Roy
Mercedes Pueyo Roy (Zaragoza, 1934) es una investigadora aragonesa sobre folclore aragonés. Fue la primera doctora en Filosofía y Letras de la Universidad de Zaragoza y de las primeras investigadoras en estudiar el Dance de Aragón.

## Trayectoria
Residió en Zaragoza hasta 1962 y posteriormente se trasladó a París y a Lund (Suecia) donde trabajó como profesora de castellano en la universidad durante más de treinta años. Tras su jubilación, se trasladó a vivir a Puerto de la Cruz en Tenerife.
Fue hija de Francisco Pueyo Samper, maestro de Pallaruelo de Monegros y fue precisamente él quien la introdujo en el dance y otros aspectos del folclore a los 7 años.
Participó en la creación del Museo de Etnología y Ciencias Naturales de Aragón, que abrió sus puertas en marzo de 1956 en el actual Parque José Antonio Labordeta de Zaragoza, donde ejerció como secretaria y trabajó como becaria, catalogando y realizando estudios sobre folclore.
Dedicó su tesis doctoral al Dance de Aragón. Durante cinco años (1956 y 1961), y bajo la dirección del profesor Antonio Beltrán Martínez, registró los sonidos en un magnetófono y transcribió los textos de 74 espectáculos teatrales, satíricos y musicales de 33 localidades, con especial atención en la comarca de los Monegros. Mercedes Pueyo Roy donó al Instituto Aragonés de Antropología el contenido esta tesis y se convirtió en una de las primeras estudiosas del dance aragonés y en la primera doctora en Filosofía y Letras de la Universidad de Zaragoza.
Realizó otras publicaciones sobre este dance, una de ellas en 1973 bajo el título Origen y problemas estructurales del Dance en Aragón, una edición de 200 ejemplares que pagó la autora y editó en la imprenta de Heraldo de Aragón. En 2019 publica El dance en Aragón con la Diputación de Zaragoza y la Institución Fernando el Católico, consistió en una edición de los Apéndices inéditos de su tesis y una edición facsímil de la misma.

## Obras
- El dance en Aragón. Publicación de la Excma. Diputación Provincial de Zaragoza, 1957 - 19 p.
- Origen y problemas estructurales del dance en Aragón. Institución Fernando el Católico, 1961 - 10 p.
- El dance en Aragón: Origen y problemas estructurales de una composición poética. Heraldo de Aragón, 1973 - 324 p.
- El dance en Aragón: apéndices. Institución Fernando el Católico, Diputación provincial de Zaragoza, 2019 - 526 p.